# William Ward, 2. Earl of Dudley

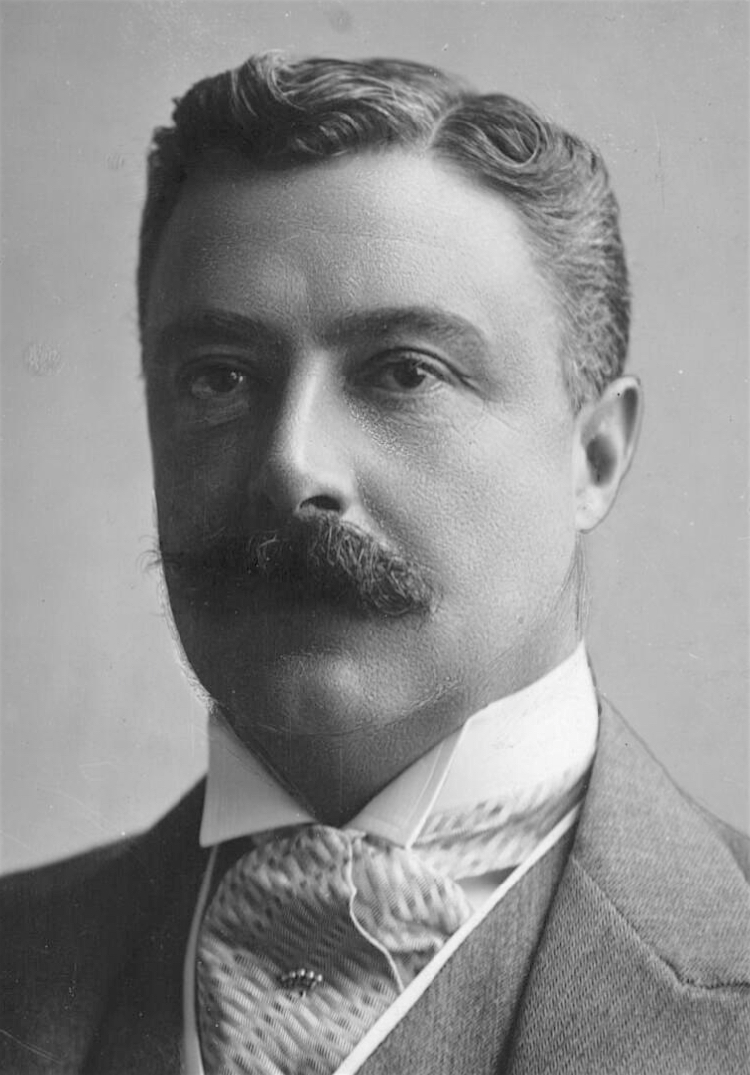
William Ward, 2. Earl of Dudley

William Humble Ward, 2. Earl of Dudley, GCB, GCMG, GCVO PC (* 25. Mai 1867 in London, Vereinigtes Königreich; † 29. Juni 1932 ebenda) war ein konservativer britischer Politiker, Lord Lieutenant of Ireland und vierter Generalgouverneur Australiens.

## Frühe Jahre und politische Karriere
William Ward war der älteste Sohn des William Ward, 1. Earl of Dudley, aus dessen zweiter Ehe mit Georgina Elizabeth Moncreiffe (1846–1929), Tochter des Sir Thomas Moncreiffe, 7. Baronet. Als Heir apparent seines Vaters führte er zu dessen Lebzeiten den Höflichkeitstitel Viscount Ednam. Er besuchte das Eton College. Beim Tod seines Vaters erbte er 1885 dessen Adelstitel als 2. Earl of Dudley, 2. Viscount Ednam und 11. Baron Ward, sowie dessen umfangreiches Vermögen. Im Rahmen einer Segelkreuzfahrt besuchte Ward zwischen 1886 und 1887 Australien. Er wurde Teil des engeren Freundeskreises des Prince of Wales (später König Edward VII.), der 1891 Gast auf Wards Hochzeit mit Rachel Gurney war. Ferner war Ward in der Conservative Party aktiv und wurde 1895 Staatssekretär im Board of Trade in der Regierung von Robert Gascoyne-Cecil, 3. Marquess of Salisbury.
1902 wurde Ward ins Privy Council berufen und zum Lord Lieutenant of Ireland ernannt, einer Stellung, in welcher er große Verschwendungssucht, aber auch einiges an politischen und administrativen Fähigkeiten aufzeigte. Als Konservativer konnte Ward keine Beförderung von der liberalen Regierung erwarten, welche 1905 ihr Amt antrat, jedoch drängte König Edward VII. den Premierminister Sir Henry Campbell-Bannerman, Ward die Stellung des Generalgouverneurs von Australien anzubieten, und Campbell-Bannerman stimmte zu, da es anscheinend keinen geeigneten liberalen Kandidaten gab.

## Generalgouverneur von Australien
Ward kam im September 1908 in Sydney an. Er legte auch hier viel Wert auf Pomp, Zeremonien und die Zurschaustellung seines Reichtums, was vielen Australiern missfiel, insbesondere der Labor Party und der radikalen Presse wie etwa The Bulletin. Nicht lange nach seiner Ankunft musste er ein Labor-Kabinett unter Andrew Fisher vereidigen, so dass die Missbilligung der Labor Party über seinen Stil, der mit demjenigen eines Vize-Königs vergleichbar war, ein wichtiges Thema der Politik wurde.
Der neue Generalgouverneur war bald auch in eine andere Auseinandersetzung verstrickt. Die Labor-Regierung setzte sich dafür ein, eine unabhängige Australische Navy zu errichten. Die liberale Gegenseite unterstützte auf der anderen Seite eine Kampagne, mit der Geld für den Bau von Schiffen für die Royal Navy aufgebracht werden sollte. Dabei handelte es sich um die so genannte Dreadnought-Kampagne. Als Ward eine Rede zu Unterstützung der Dreadnought-Kampagne hielt, mischte er sich damit entgegen der üblichen Praxis in die Parteipolitik ein, was dazu weiteren Spannungen im Verhältnis mit Fisher führte.
1909 trat Fishers Minderheitsregierung zurück. Ward lehnte vorgezogene Wahlen ab, was dazu führte, dass die Liberalen unter der Führung von Alfred Deakin an die Regierung zurückkehrten. Obwohl Fisher bedacht war, Ward nicht in der Öffentlichkeit zu kritisieren, hatte der Generalgouverneur einen Ruf als "Anti-Labor" erlangt, was ihn unpopulär bei der Hälfte von Australiens Wahlvolk machte.
Die Wahlen im April 1910 gewann die Labor Party deutlich und Fisher kehrte wieder an die Macht zurück. Die Beziehungen zwischen dem Generalgouverneur und dem Premierminister waren bald wieder frostig. Wards Beharren auf der Aufrechterhaltung von zwei teuren Gouverneursresidenzen in Sydney und Melbourne, sein vizeköniglicher Pomp auf Reisen ins Land, sowie das Chartern einer Dampf-Jacht, um den Kontinent zu umschiffen, machten Fisher, einen einfachen schottischen Sozialisten, wütend.
Ab Oktober 1910 erkannte Ward, dass seine Position unhaltbar geworden war, und bat darum, abberufen zu werden. Er verließ im Juli 1911 Australien, ohne eine offizielle Zeremonie. Alfred Deakin schrieb über ihn:
His ambition was high but his interests were short-lived … He did nothing really important, nothing thoroughly, nothing consistently … He remained … a very ineffective and not very popular figurehead.
Zum Dank für die Unterstützung der australischen Regierung bei der Nimrod-Expedition (1907–1909) benannte deren Leiter, der britische Polarforscher Ernest Shackleton, das ursprünglich als Mount Dudley bekannte Dudley Head, ein Gebirgskamm im Transantarktischen Gebirge, nach William Ward.

## Späteres Leben
Da in Großbritannien noch immer die Liberalen an der Macht waren, bekleidete Ward kein weiteres öffentliches Amt mehr. Während des Ersten Weltkriegs kommandierte er eine Yeomanry-Einheit in Ägypten und Gallipoli. Anschließend zog er sich auf seine Ländereien zurück. Er starb am 29. Juni 1932 in London im Alter von 65 Jahren an Krebs.

## Ehen und Nachkommen
Ward heiratete am 14. September 1891 Rachel Gourney. Aus dieser Ehe stammen vier Söhne und drei Töchter:
- William Humble Eric Ward, 3. Earl of Dudley (1894–1969);
- Hon. Roderick John Ward (1902–1952);
- Hon. Edward Frederick Ward (1907–1987);
- George Ward, 1. Viscount Ward of Witley (1907–1988);
- Lady Gladys Honor Ward († 1961);
- Lady Morvyth Lillian Ward († 1959);
- Lady Alexandra Patricia Ward (1904–1964).

Seine erste Ehefrau ertrank am 26. Juni 1920.
Am 30. April 1924 heiratete Ward in zweiter Ehe die bekannte Schauspielerin Gertie Millar († 1930), Tochter von John Millar und Witwe des Komponisten Lionel Monckton (1861–1924), die kinderlos blieb und ihn um zwanzig Jahre überlebte.